# Neocladia flabelliformis
Neocladia flabelliformis är en svampdjursart som beskrevs av Koltun 1970. Neocladia flabelliformis ingår i släktet Neocladia och familjen Cladorhizidae. Inga underarter finns listade i Catalogue of Life.